# 肋纹平直蚤
肋纹平直蚤（学名：Pleuroxus striatus）为盘肠蚤科平直蚤属的动物。其种加词“striatus”意为“有条纹的”。分布于欧洲、北美洲以及中国大陆的浙江、江西、湖北、四川、黑龙江、云南、新疆等地，常栖息于湖泊或水库沿岸区以及池塘等小型水域中。